# 오라시오 세바요스

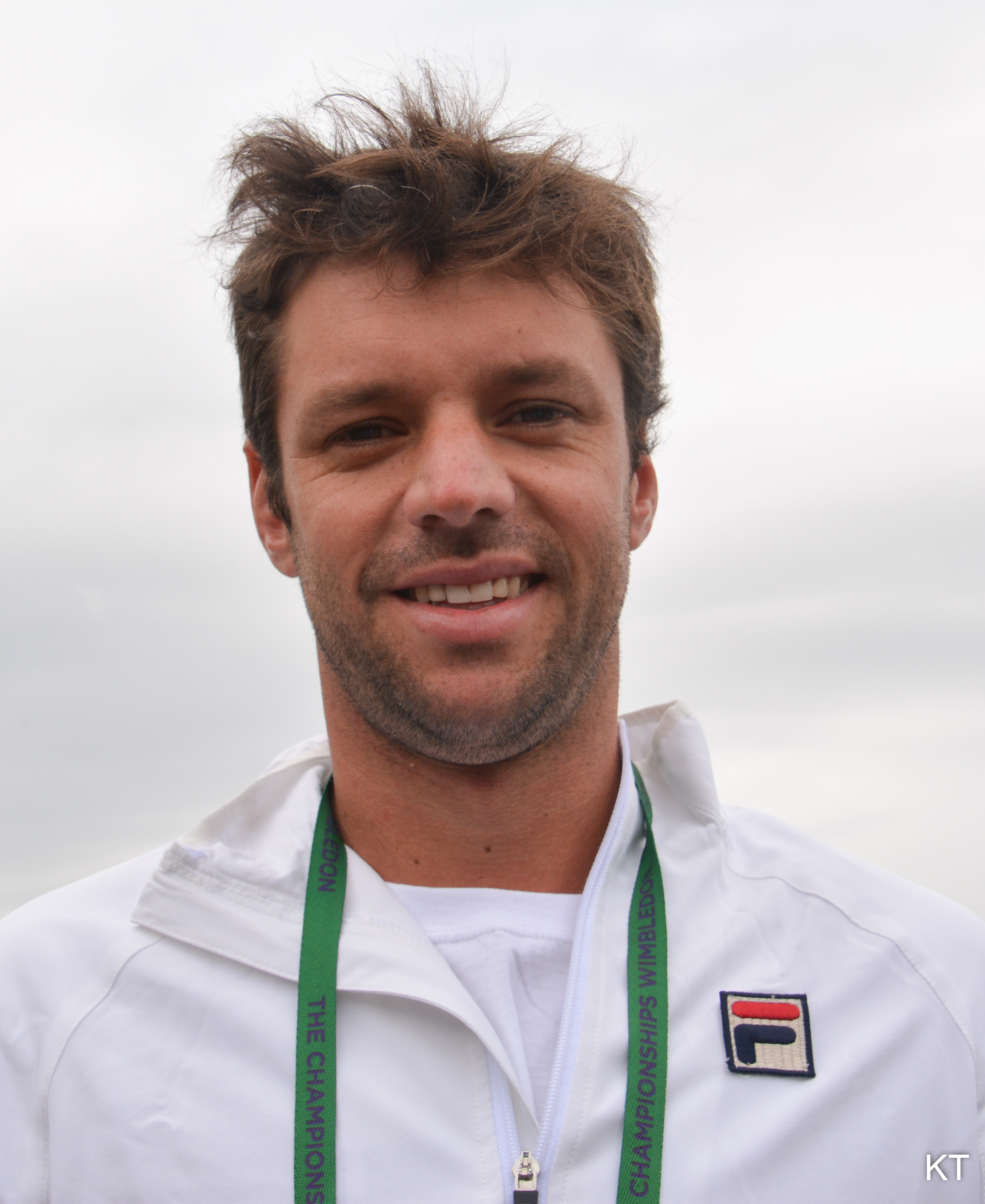

오라시오 세바요스(스페인어: Horacio Zeballos, 본명: Horacio Zeballos Jr., 리오플라텐세 스페인어: [oˈɾasjo seˈβaʃos], 1985년 4월 27일 ~ )는 아르헨티나의 프로 테니스 선수이다. 2024년 5월 6일 복식 세계 1위로 통산 최고 기록을 달성하여 이 위업을 달성한 최초의 아르헨티나인이 되었다. 또한 2013년 3월 4일에 단식 최고 순위인 39위를 기록했다. 복식에서 그는 21개의 ATP 타이틀을 획득했으며 2019년 US 오픈과 2021년과 2023년 윔블던에서 마르셀 그라노예르스와 함께 남자 복식 결승에 진출했다. 단식 부문에서 그는 한 개의 타이틀을 보유하고 있으며 2017년에는 프랑스 오픈에서 4라운드에 진출했다.
세바요스는 2월 10일 칠레에서 열린 2013 VTR 오픈에서 첫 ATP 타이틀을 획득했다. 결승전에서 그는 라파엘 나달을 이겼고, 클레이 코트 결승전에서 나달을 이겼던 단 5명의 선수(로저 페더러, 노바크 조코비치, 앤디 머리, 누누 보르즈스 포함) 중 한 명이 되었다.
2009년 러시아 상트페테르부르크 결승전에서도 우크라이나의 세르히 스타호우스키에게 패하며 결승에 진출했다. 세바요스는 2009년 ATP 올해의 신인상을 수상했다.
파트너인 포티토 스타라세와 함께 2010년 산티아고에서 열린 칠레 오픈에서 첫 복식 결승에 진출했다. 이들은 상위 시드 루카스 쿠보트와 올리버 마라크에게 패했다. 세바스티안 프리에토와 함께 아르헨티나 오픈에서 첫 복식 타이틀을 획득했다.